# SV Guts Muths Neustadt
SV Guts Muths Neustadt was een Duitse voetbalclub uit Neustadt O.S., Silezië, dat tegenwoordig de Poolse stad Prudnik is.

## Geschiedenis
De club werd opgericht in 1905 als sportvereniging. Later werd er ook een voetbalafdeling opgericht, die vanaf 1922/23 in de Opper-Silezische competitie speelde. In het tweede seizoen daar plaatste de club zich voor de eindronde, maar werd daar laatste. In 1925 werd de competitie van Neustadt in twee groepen verdeeld. Guts Muths werd groepswinnaar, maar verloor in de finale van SC Schlesien Neisse.
Na dit seizoen werden de vijf reeksen van de Opper-Silezische competitie herleid naar twee reeksen. Aangezien de competitie van Neustadt de zwakste was was de club niet opgewassen tegen de andere clubs en werd laatste. Omdat de competitie na dit seizoen naar één reeks herleid werd moesten de plaatsen vier tot acht uit beide reeksen nog een nacompetitie spelen waarvan enkel de top twee zich plaatste voor het volgende seizoen. Ook hier werd de club laatste.
De volgende jaren speelde de club in de subtop. In 1929/30 werd de 2. Bezirksliga ingevoerd als nieuwe tweede klasse die uit één reeks bestond, ook hier plaatste de club zich niet voor waardoor de club nu in nog maar in de derde klasse speelde. De club kon geen promotie meer afdwingen naar de tweede klasse, in 1932 werd de club nog tweede.
In 1933 werd de club door de NSDAP verboden en ontbonden.
Na het einde van de Tweede Wereldoorlog werd Neustadt een Poolse stad en werd de voetbalclub opgeheven.